# Královéhradecký vikariát
Královéhradecký vikariát je jedním ze 14 vikariátů královéhradecké diecéze. Rozkládá se v okrese Hradec Králové, zasahuje i do okresu Nymburk, spolu s pardubickým vikariátem leží v centru diecéze. Je tvořen jednadvaceti farnostmi a dvěma duchovními správami - při rektorském kostele svatého Václava v Habřině a u rektorského kostela Nanebevzetí Panny Marie v Hradci Králové.

## Ustanovení vikariátu
- ThLic. Ing. Jiří Heblt – okrskový vikář
- Mgr. Antonín Forbelský – sekretář vikariátu
- Mgr. Filip Dušek – kaplan pro mládež
- o. prot. Mgr. Adrián Kostilník – výpomocný duchovní
- Helena Macková – vikariátní účetní
- Yvetta Šléglová – stavební technička

## Farnosti a kostely vikariátu
| Farnost                                              | Správce                                                       | Další duchovní ve farnosti | Farní kostel                                        | Další kostely |
| ---------------------------------------------------- | ------------------------------------------------------------- | --- | --------------------------------------------------- | --- |
| Černilov                                             | Mgr. Ing. Zdeněk Novák administrátor excurrendo               | | Děkanský kostel Nalezení svatého Štěpána            | |
| Číbuz                                                | P. Andrzej Deniziak, MSF administrátor excurrendo             | | Kostel svatého Václava, mučedníka                   | |
| Dobřenice                                            | P. ThLic. Jerzy Stanisław Zięba, MSF administrátor excurrendo | | Kostel svatého Klementa, papeže a mučedníka         | |
| Dohalice                                             | Mgr. Marián Benko administrátor excurrendo                    | | Kostel svatého Jana Křtitele                        | - Kostel svatého Jiří (Hněvčeves) - Kostel svatého Jakuba Staršího (Stračov) |
| Holohlavy                                            | P. Andrzej Deniziak, MSF farář                                | | Děkanský kostel svatého Jana Křtitele               | - Kostel svatého Prokopa (Hořiněves) - Kostel svatého Stanislava (Sendražice) - Kostel svatého Mikuláše (Žíželeves) |
| Holohlavy Duchovní správa kostela svatého Václava    | Mgr. Marián Benko rektor kostela excurrendo                   | | Rektorský kostel svatého Václava, mučedníka         | |
| Hradec Králové I                                     | Mons. František Hladký děkan                                  | Mgr. Bohuslav Stařík hlavní nemocniční kaplan sr. Mgr. Marie Jana Háková, de ND Mgr. Ivan Trnka nemocniční kaplani Radek Pavlista nemocniční kaplan a trvalý jáhen MUDr. Bc. Michal Hrnčiarik trvalý jáhen Mgr. Josef Zadina vedoucí katedrálního sboru – ředitel kůru a varhaník u Svatého Ducha Mgr. Milada Fejtková Bc. Ladislav Šorm pastorační asistenti | Katedrální a děkanský chrám svatého Ducha           | |
| Hradec Králové I Duchovní správa kostela Panny Marie | Mons. ThLic. Prokop Brož, Th.D. rektor duchovní správy        | Mons. ICLic. Mgr. Ing. Pavel Boukal prof. PhDr. Tomáš Petráček, Ph.D., Th.D. farní vikáři Helena Stočesová, dipl. um. pastorační asistentka | Rektorský kostel Nanebevzetí Panny Marie            | |
| Hradec Králové – Kukleny                             | Mgr. Antonín Forbelský administrátor excurrendo               | sr. Mgr. Jana Svobodová, FMA pastorační asistentka | Kostel svaté Anny                                   | |
| Hradec Králové – Nový Hradec Králové                 | Mgr. Filip Dušek administrátor                                | sr. Mgr. Marie Jana Háková, de ND Mgr. Ing. Martin Weisbauer nemocniční kaplani | Kostel svatého Antonína, poustevníka                | - Kostel svatého Jana Křtitele (Třebeš) |
| Hradec Králové – Pouchov                             | ThLic. Ing. Jiří Heblt farář                                  | Mgr. Ing. Ondřej Rusek trvalý jáhen | Kostel svatého Pavla, apoštola                      | - Kostel Neposkvrněného početí Panny Marie (Hradec Králové) |
| Hradec Králové – Pražské Předměstí                   | Mgr. Antonín Forbelský farář                                  | Mgr. František Filip farní vikář doc. ThLic. David Bouma, Th.D. Mgr. Jaroslav Brožek výpomocní duchovní Mgr. Pavel Nix Mgr. Jan Zetek trvalí jáhni | Kostel Božského srdce Páně                          | - Kostel svatého Petra (Plotiště nad Labem) - Kostel svatého Marka Evangelisty (Stěžery) |
| Chlumec nad Cidlinou                                 | Mgr. Ing. Arnošt Vidourek, Dr. farář                          | PaedDr. Vladimír Beňo trvalý jáhen | Děkanský kostel svaté Voršily                       | - Kostel svatého Petra a Pavla (Babice) - Kostel Nejsvětější Trojice (Chlumec nad Cidlinou) - Kostel svatého Benedikta (Lučice) - Kostel svatého Filipa a Jakuba (Mlékosrby) - Kostel svaté Maří Magdalény (Nepolisy) - Kostel svatého Václava (Stará Voda) |
| Kratonohy                                            | P. ThLic. Jerzy Stanisław Zięba, MSF administrátor excurrendo | | Kostel svatého Jakuba Staršího                      | |
| Libčany                                              | P. ThLic. Jerzy Stanisław Zięba, MSF administrátor excurrendo | | Kostel Nanebevzetí Panny Marie                      | - Kostel Nejsvětější Trojice (Lhota pod Libčany) |
| Libřice – expozitura                                 | Mgr. Ing. Zdeněk Novák administrátor excurrendo               | | Kostel expozitury svatého Michaela, archanděla      | |
| Lochenice                                            | ThLic. Ing. Jiří Heblt administrátor excurrendo               | | Kostel Narození Panny Marie                         | |
| Lovčice                                              | PaedDr. Vladimír Beňo správce majetku farnosti a trvalý jáhen | Mgr. Ing. Arnošt Vidourek, Dr. duchovní správce farnosti excurrendo | Kostel svatého Bartoloměje, apoštola                | |
| Nechanice                                            | Mgr. Marián Benko farář                                       | Mgr. Ing. Arsen Kostanjan trvalý jáhen | Kostel Nanebevzetí Panny Marie                      | - Kostel svatého Bartoloměje (Boharyně) - Kostel svatého Jiří (Hrádek) - Kostel Všech svatých (Probluz) - Kostel Nejsvětější Trojice (Suchá) |
| Nový Bydžov                                          | Mgr. Jan Bystrý farář                                         | | Děkanský kostel svatého Vavřince, jáhna a mučedníka | - Kostel svatého Václava a svaté Barbory (Hlušice) - Kostel svatého Jiří (Lužec nad Cidlinou) - Kostel svatého Václava a svatého Stanislava (Měník) - Kostel svatého Jakuba Staršího (Metličany) - Kostel Nejsvětější Trojice (Nový Bydžov) - Kostel Panny Marie Bolestné (Nový Bydžov) - Kostel Nanebevzetí Panny Marie (Petrovice) - Kostel Božského Srdce Páně (Prasek) - Kostel svatého Prokopa (Starý Bydžov) - Kostel Narození svatého Jana Křtitele (Vlkov nad Lesy) - Kostel svaté Markéty (Vysočany) |
| Osice                                                | P. ThLic. Jerzy Stanisław Zięba, MSF administrátor excurrendo | | Kostel Nanebevzetí Panny Marie                      | |
| Třebechovice pod Orebem                              | Mgr. Ing. Zdeněk Novák farář                                  | | Kostel svatého Ondřeje, apoštola                    | - Kostel svatého Petra a Pavla (Jeníkovice) - Kostel svatého Jana Křtitele (Klášter nad Dědinou) - Kostel svaté Maří Magdalény (Ledce) - Kostel Nanebevzetí Panny Marie (Krňovice) - Kostel Božího Těla (Oreb) - Kostel svatého Jakuba Staršího (Vysoký Újezd) |
| Všestary                                             | Mgr. Jaroslav Brožek administrátor excurrendo                 | doc. Mgr. Jan Hojda, Th.D. MUDr. Bc. Michal Hrnčiarik trvalí jáhni | Kostel Nejsvětější Trojice                          | - Kostel Nanebevzetí Panny Marie (Neděliště) - Kostel svatého Ondřeje (Světí) - Kostel Proměnění Páně (Chlum u Všestar) |

## Zaniklé farnosti
V rámci reformy církevní správy byly ve vikariátu od roku 2006 některé farnosti slučovány:
- 1. ledna 2006 byly farnosti Hněvčeves[49] a Stračov[50] sloučeny s farností Dohalice, farnosti Hradec Králové – Plotiště nad Labem[51] a Stěžery[52] s farností Hradec Králové – Pražské Předměstí a farnost Vysoký Újezd[53] byla sloučená s farností Třebechovice pod Orebem
- 1. ledna 2007 byly farnosti Boharyně[54] a Probluz[55] sloučeny s farností Nechanice
- 1. ledna 2008 byly farnosti Hlušice,[56] Lužec nad Cidlinou,[57] Starý Bydžov[58] a Metličany[59] sloučeny s děkanstvím Nový Bydžov, farnosti Hořiněves[60] a Sendražice[61] s děkanstvím Holohlavy
- 1. ledna 2010 byly farnosti Babice[62] a Mlékosrby[63] sloučeny s děkanstvím Chlumec nad Cidlinou, farnost Petrovice u Nového Bydžova[64] byla sloučená s děkanstvím Nový Bydžov